# Missão gregoriana

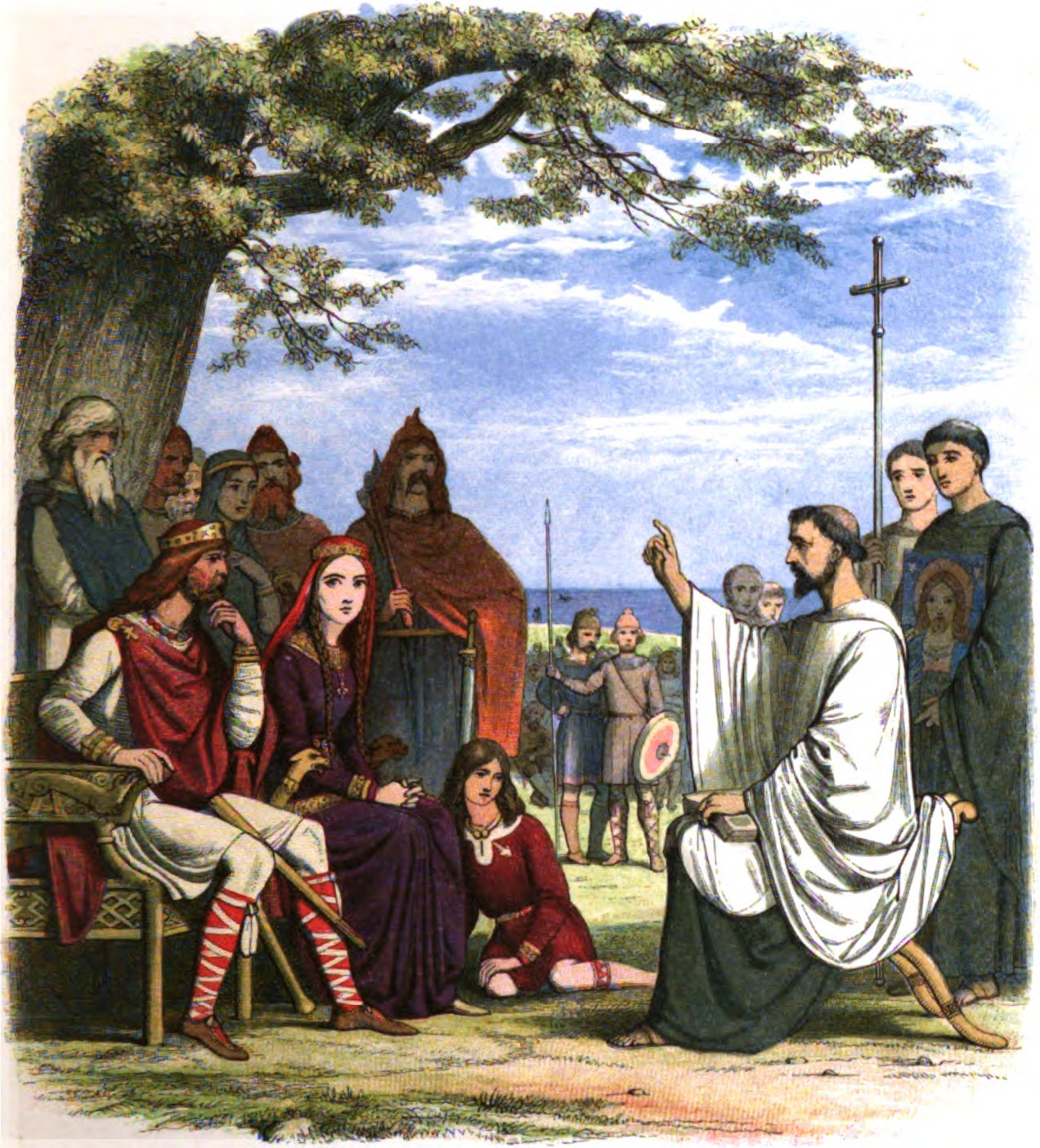
Agostinho pregando ao rei Etelberto e sua corte

A Missão gregoriana, também chamada de Missão agostiniana:p. 17, foi a empreitada missionária enviada pelo papa Gregório, o Grande, aos anglo-saxões em 596 Liderada por Agostinho de Cantuária, seu objetivo era convertê-los ao cristianismo:p. 50. Quando o último missionário morreu, o grupo tinha conseguido estabelecer o cristianismo no sul da Grã-Bretanha.
Quando o Império Romano retirou suas legiões da província da Britânia em 410, partes da ilha já tinham sido colonizadas por tribos germânicas pagãs que, ao final do século, parecem já ter tomado controle de Kent e outras regiões costeiras. No final do século VI, o papa Gregório enviou grupos de missionários para Kent para converter Etelberto (Æthelberht), o rei, cuja esposa, Berta de Kent, era uma princesa franca e cristã praticante. Agostinho era o prelado do mosteiro do próprio papa em Roma e Gregório preparou o caminho à missão pedindo ajuda dos nobres francos - cristãos - ao longo da rota de Agostinho.
Em 597, os quarenta missionários chegaram em Kent e receberam permissão de Etelberto de pregar livremente na capital, Cantuária (Canterbury). Logo os missionários conseguiram escrever a Gregório contando-lhe sobre seus sucessos e as conversões que estavam acontecendo. Um segundo grupo de monges e padres foi despachado em 601 levando livros e outros itens para ajudar na empreitada. A data exata da conversão de Etelberto é desconhecida, mas sabe-se que ocorreu antes desta data. Gregório prentendia que Agostinho fosse o bispo metropolitano da parte sul das Ilhas Britânicas e deu-lhe autoridade sobre o clero britânico que, por sua vez, numa série de reuniões com Agostinho, se recusou a aceitar sua liderança.
Antes da morte de Etelberto em 616, uma quantidade de outras sés episcopais tinham sido estabelecidas. Porém, depois dela, houve uma reascensão do paganismo e a sé de Londres foi abandonada. A filha de Etelberto, Etelburga (Æthelburg), casou-se com Eduíno (Edwin), o rei dos nortumbrianos e, por volta de 627, Paulino, o bispo que a acompanhou até o norte, conseguiu converter Eduíno e diversos outros membros de sua corte (embora fontes galesas aleguem que o capelão britânico Rhun é que teria realizado o feito). Quando Eduíno morreu, por volta de 633, sua viúva e Paulino foram forçados a fugir para Kent. Mesmo considerando que os missionários não tenham conseguido permanecer em todos os lugares que eles tinham evangelizado, quando o último deles morreu, em 653, o cristianismo estava estabelecido em Kent e nas redondezas.

## Contexto

Mapa das Ilhas Britânicas mostrando as divisões políticas vigentes no período coberto pela Missão gregoriana. O Reino de Kent, do rei Etelberto e sede de Agostinho, está no canto inferior direito

A província romana da Britânia foi convertida ao cristianismo por volta do século IV e já tinha até mesmo produzido uma heresia, o pelagianismo:p. 78–93:p. 3-9. A Britânia enviou três bispos para sínodo de Arles em 314 e um bispo gaulês esteve na ilha em 396 para ajudar a resolver assuntos disciplinares:p. 80–81. Restos materiais, como objetos com inscrições de símbolos cristãos e vasilhas de chumbo utilizadas em batismos são testemunhas da presença cristã até pelo menos 360:p. 82–86.
Após a retirada das legiões romanas da Britânia em 410, os nativos da ilha foram abandonados à própria sorte. Anglos, saxões e jutos, geralmente chamados coletivamente de anglo-saxões, colonizaram as regiões meridionais da ilha nesta época, mas a maior parte da antiga província permaneceu cristã. Uma série de práticas peculiares, chamadas de cristianismo celta, se desenvolveu a partir deste isolamento de Roma:p. 78–93:p. 3-9. Característico do cristianismo celta era a ênfase em mosteiros ao invés das sés episcopais, o cálculo da data da Páscoa e o estilo de tonsura (corte do cabelo) utilizado pelo clero:p. 78–93:p. 115–118. Evidência da continuada existência do cristianismo na parte oriental da Britânia durante este período inclui a sobrevivência do antigo culto a Santo Albano e a ocorrência de eccles - derivado da palavra latina para "igreja" - em topônimos:p. 121. Não há evidências de que estes nativos tenham tentando converter os anglo-saxões:p. 32:p. 102.
As invasões anglo-saxãs coincidiram com o desaparecimento da maior parte dos resquícios da civilização romana nas áreas mantidas pelos saxões e tribos relacionadas, incluindo as estruturas econômicas e religiosas:p. 23. Se isto foi um resultado dos anglos, como o escritor medieval Gildas argumenta:p. 1–2[nota a] ou coincidência, é incerto. As evidências arqueológicas sugerem muita variação na forma que as tribos se estabeleceram na região no período do declínio da cultura urbana romana na Britânia:p. 5-7. O resultado final foi que, quando Agostinho chegou, em 597, os reinos anglo-saxões mantinham pouca continuidade com a civilização romana que os precedera. Nas palavras do historiador John Blair, "Agostinho de Canterbury começou sua missão quase como se numa lousa branca":p. 24–25.

## Gregório, o Grande, e as suas intenções imediatas

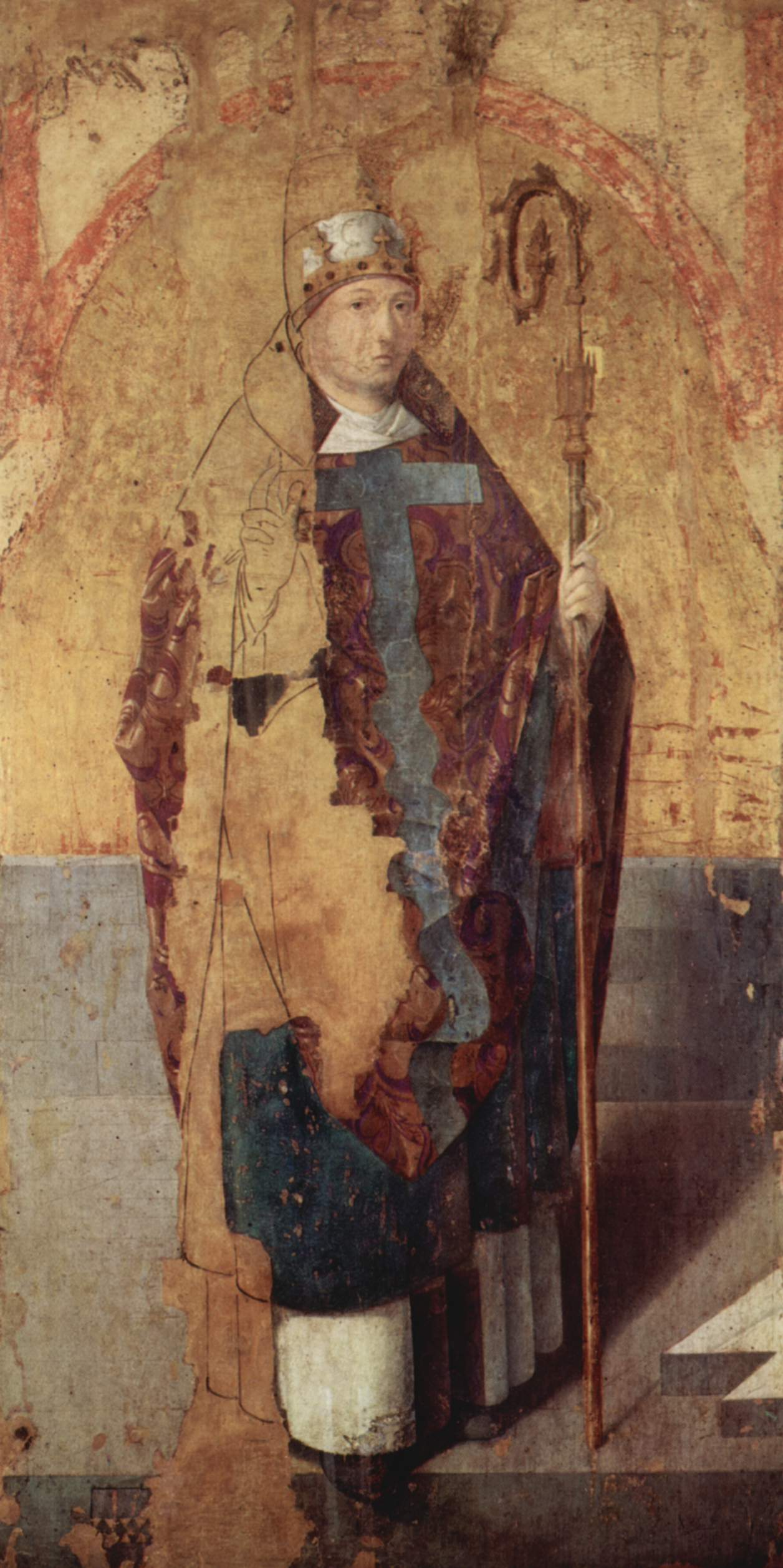
Gregório, o Grande, o idealizador e grande incentivador da Missão de Agostinho.
Por Antonello da Messina

### Contexto
Em 595, quando Gregório I decidiu enviar uma missão aos anglo-saxões:p. 104-105, o Reino de Kent era governado por Etelberto. Ele tinha se casado com uma princesa cristã chamada Berta de Kent antes de 588:p. 105-106 e, provavelmente, antes de 560:p. 24–25. Berta era filha de Cariberto I (Charibert), um dos reis merovíngios dos francos. Como uma das condições do casamento, ela levou consigo um bispo chamado Leotardo (Liudhard) até Kent como seu capelão. Eles restauraram a igreja de Cantuária, que remontava aos tempos romanos:p. 33–36, possivelmente a atual igreja de São Martinho. Etelberto era pagão naquele tempo, mas permitiu que sua esposa mantivesse suas crenças. Leotardo não parece ter feito muitas conversões entre os anglo-saxões:p. 169 e se não fosse pela descoberta de uma medalha de ouro, a medalha de Leotardo, onde se lê Leudard Eps (Eps é uma abreviação para Episcopus, a palavra latina para "bispo"), até mesmo a sua existência poderia ser colocada em xeque:p. 73. Um dos biógrafos de Berta afirma que foi por influência de sua esposa que Etelberto pediu ao Papa Gregório que enviasse missionários. O historiador Ian Wood afirma que a iniciativa partiu também da corte do reino:p. 9–10.

### Motivações
A maior parte dos historiadores é da opinião que Gregório iniciou a missão, embora o motivo exato permaneça incerto. Uma famosa história relatada pelo Venerável Beda, o monge do século VIII que escreveu a história da igreja britânica, conta que Gregório viu escravos saxões de cabelos claros da Britânia no mercado de escravos de Roma e ficou inspirado em tentar converter este povo. Supostamente, Gregório teria perguntado sobre a identidade dos escravos e lhe foi dito serem anglos da ilha da Grã-Bretanha. Gregório respondeu que eles não seria anglos, e sim anjos[nota c]:p. 57-59. A versão mais antiga desta história é de uma Vita Gregorii anônima, escrita na Abadia de Whitby por volta do ano 705:p. 112. Tanto Beda como a Vita de Whitby relatam que o próprio Gregório tentou partir para uma viagem missionária na Britânia antes de se tornar papa:p. 29–30. Em 595, Gregório escreveu para um dos gerentes de suas terras papais no sul da Gália pedindo-lhe que comprasse jovens escravos ingleses para que pudessem ser educados em mosteiros. Alguns historiadores viram isto como um sinal de que Gregório já estaria planejando a sua missão à Britânia nesta época e que ele pretendia enviar estes escravos como missionários, embora também seja possível outras interpretações para esta carta:p. 113-114:p. 29–30.
O historiador N. J. Higham especula que a intenção original de Gregório era enviar os jovens escravos britânicos como missionários, até que, em 596, ele recebeu notícias de que Leotardo tinha morrido, abrindo assim a possibilidade de uma atividade missionária mais séria. Higham argumenta que foi a falta de um bispo na Britânia que permitiu que Gregório enviasse Agostinho com ordens para que fosse consagrado como bispo se necessário. Outra consideração foi que a cooperação seria mais fácil de ser obtida das cortes reais francas se eles não tivessem mais seu bispo - e agente - na corte em Kent:p. 74-75.
Higham teoriza ainda que Gregório acreditava que o fim do mundo era iminente e que ele estava destinado a ter um grande papel no plano divino ao apocalipse. Sua crença estava fundamentada na ideia de que o mundo passaria por seis épocas e que ele estaria vivendo no final da sexta, uma noção que pode ter tomado parte na decisão de Gregório de enviar a missão. Gregório não tinha apenas os britânicos como alvo de seus esforços missionários, mas também apoiava outras empreitadas deste mesmo gênero:p. 63, encorajando bispos e reis a trabalharem juntos pela conversão dos não-cristãos em suas terras:p. 82. Ele rogava pela conversão dos heréticos arianos na Itália e em onde estivessem, e pela conversão dos judeus. E também os pagãos na Sicília, na Sardenha e na Córsega foram alvo de cartas oficiais implorando por sua conversão:p. 30–31.
Alguns acadêmicos sugerem que a principal motivação de Gregório era aumentar o número de cristãos:p. 104; outros ponderam se não seria algo mais político - como estender a primazia do papado a outras província e o recrutamento de novos cristãos que procurassem em Roma uma liderança - a real razão. Esta considerações podem ter tido um papel, assim como influenciar o poder emergente do reino de Kent sob Etelberto pode ter provocado a escolha do destino da missão:p. 33–36. Além disso, a missão pode ter sido um apêndice do esforço missionário aos lombardos. Na época da missão, as únicas partes do antigo Império Romano que ainda permaneciam nas mãos dos pagãos estavam na Britânia e o historiador Eric John argumenta que Gregório desejava trazer a última área pagã do antigo império ao controle dos cristãos:p. 28–30.

### Considerações práticas

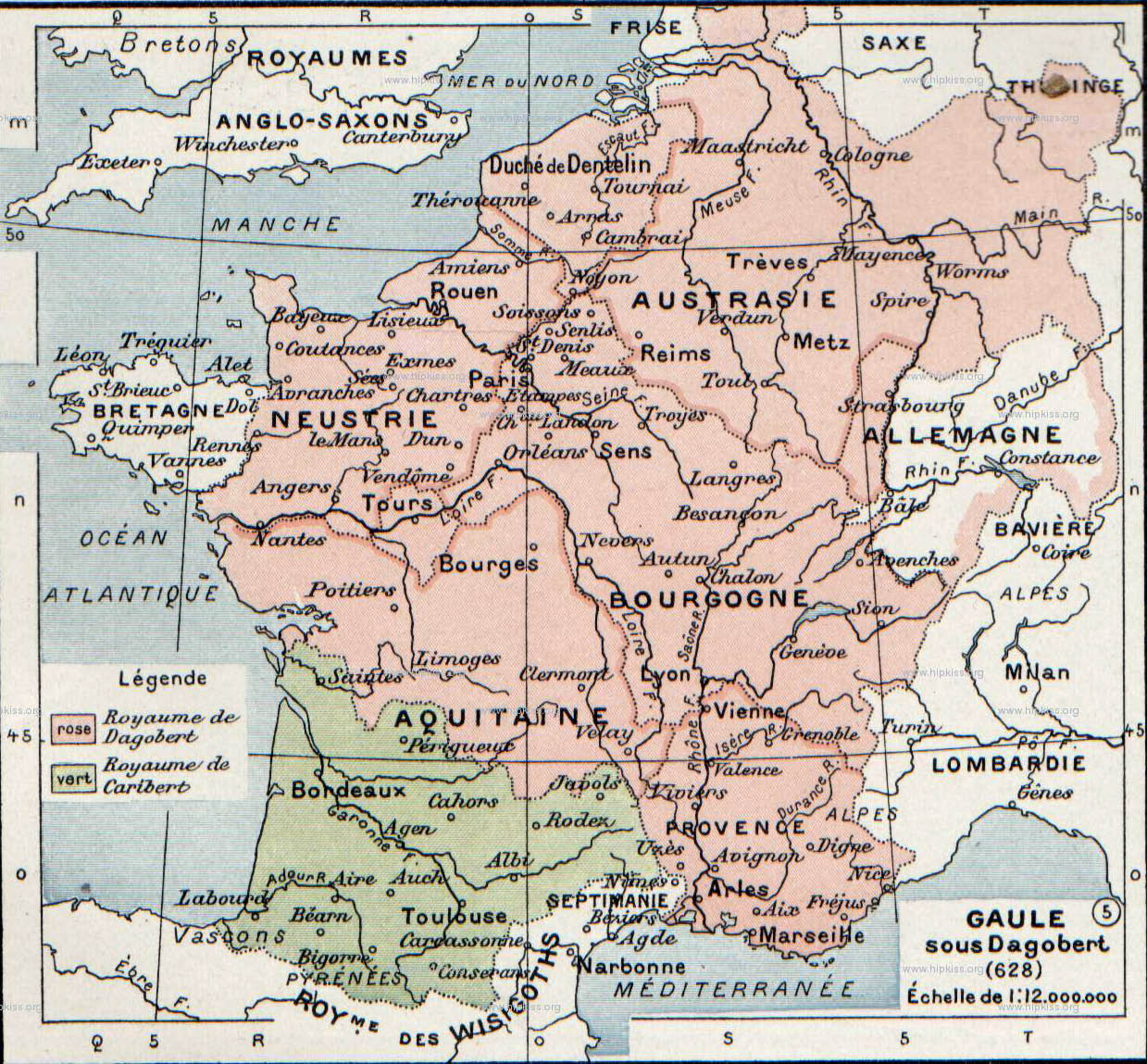
Reinos francos em 628

A escolha de Kent e Etelberto foi, quase que certamente, ditada por uma série de fatores, incluindo o fato de que o rei ter permitido que sua esposa cristã mantivesse suas crenças abertamente. O comércio entre os francos e o reino de Etelberto estava bem estabelecido e a barreira da língua entre as duas regiões era, aparentemente, um obstáculo menor, uma vez que os intérpretes à missão vieram dos francos. Outra razão à missão era o crescente poder do reino de Kent. Desde o ocaso do rei Ceaulino da Saxônia Ocidental em 592, Etelberto havia se tornado o mais proeminente líder anglo-saxão e Beda se refere a ele como tendo poder de imperium, ou de senhorio, sobre as terras ao sul do Humber. Finalmente, a proximidade de Kent com as terras francas permitiria o apoio (logístico) vindo de uma área cristã:p. 6–7. Há alguma evidência, incluindo as cartas de Gregório aos reis francos pedindo apoio à missão, de que alguns francos acreditavam ter reivindicações de senhorio sobre alguns dos reinos do sul da Britânia nesta época. A presença de um bispo franco poderia também emprestar alguma credibilidade a estas alegações, se Leotardo fosse percebido como sendo o representante da Igreja dos Francos e não meramente como um conselheiro espiritual da rainha. Achados arqueológicos apoiam a noção de que havia influências culturais da Frância na Inglaterra naquela época:p. 27.

### Preparativos
Em 595, Gregório escolheu Agostinho, prelado da Abadia de Santo Antão, em Roma, a mesma de onde veio Gregório, para liderar a missão até Kent:p. 104–105. Gregório selecionou monges para acompanhar Agostinho e procurou apoio dos reis francos. Além disso, o papa escreveu para diversos bispos francos contando sobre Agostinho e sua missão, pedindo-lhes boa acolhida para ele seus companheiros - cópias de algumas destas cartas estão preservadas em Roma. O papa escreveu também ao rei Teodorico II da Borgonha e ao rei Teodeberto II da Austrásia, assim como à avó deles, Brunilda da Austrásia, em busca de apoio para missão, além de agradecer ao rei Clotário II da Nêustria pela ajuda dada a Agostinho. Além de hospitalidade, os bispos e reis franceses providenciaram intérpretes e padres para acompanharem a missão:p. 4-5. Ao pedir ajuda do rei e dos bispos francos, Gregório ajudou a assegurar uma recepção amigável para Agostinho em Kent, uma vez que seria improvável que Etelberto maltratasse uma missão que tinha um evidente apoio do povo e dos parentes de sua esposa:p. 6. Os francos naquela época estavam tentando ampliar a sua influência em Kent e ajudar a missão de Agostinho só ajudava neste objetivo, particularmente a Clotário, que precisava de um reino amigável do outro lado do canal para ajudar a vigiar os seus flancos contra os outros reis francos:p. 9.

## Chegada e primeiras empreitadas

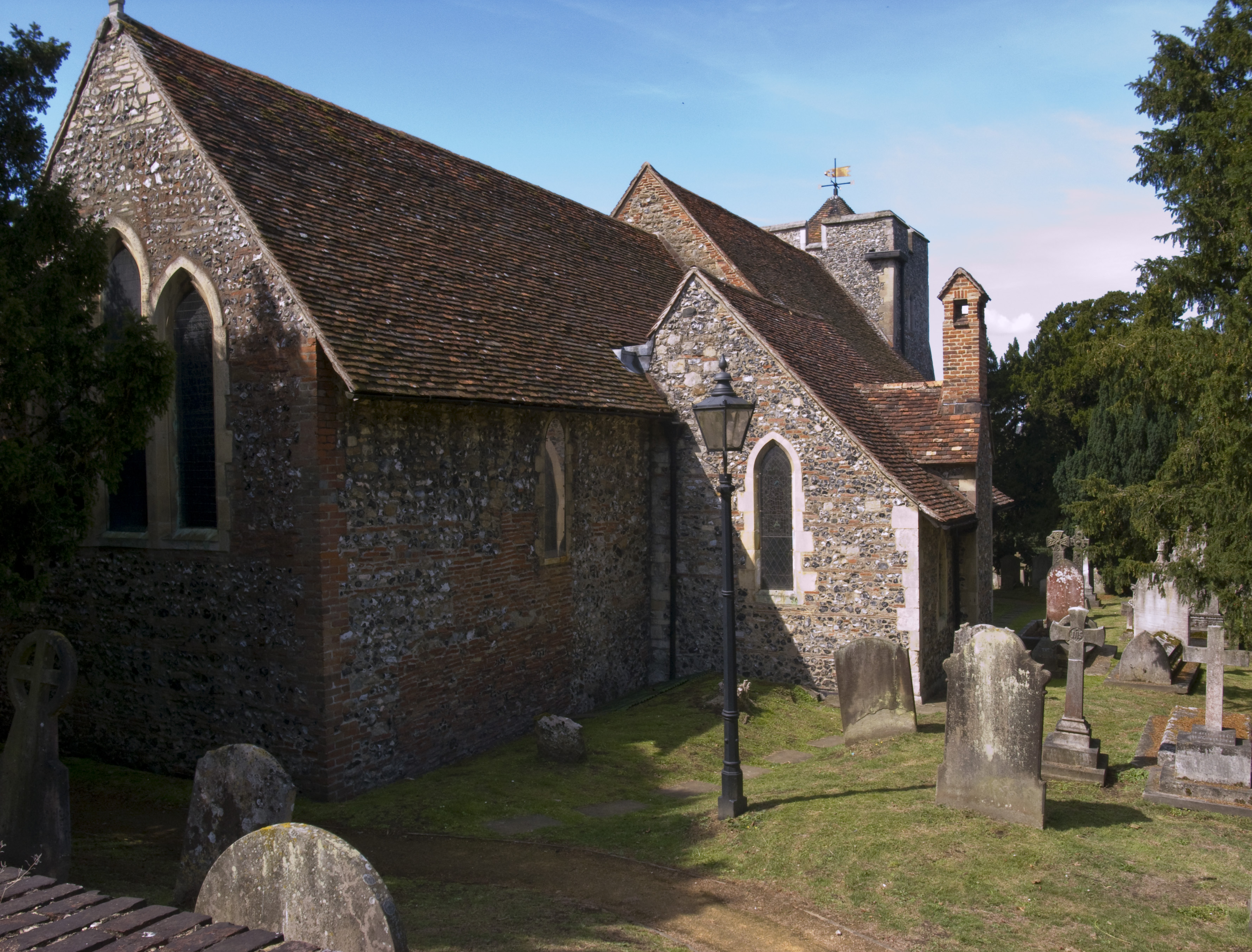
A atual Igreja de São Martinho, que pode ser a mesma igreja que foi restaurada pelos missionários assim que chegaram em Kent

### Composição do grupo e chegada
A missão consistia de aproximadamente quarenta missionários, alguns dos quais eram monges:p. 105–106. Logo após terem deixado Roma, os missionários interromperam a viagem, amedrontados com o tamanho da tarefa que lhes estava à frente. Eles enviaram Agostinho de volta a Roma para solicitar a permissão do papa para retornar, o que Gregório recusou, enviando Agostinho de volta com cartas de encorajamento aos missionários, urgindo-os a perseverar:p. 116–117. Outra razão à pausa pode ter sido a recepção das notícias da morte do rei Quildeberto II, de quem os missionários esperavam apoio, o que teria feito com que Agostinho voltasse a Roma para receber novas instruções e novas cartas de introdução, assim como para atualizar Gregório sobre a nova situação política na Gália. O mais provável é que eles tenham parado na região do vale do Ródano:p. 74-75. Gregório também aproveitou a oportunidade para nomear Agostinho como o abade da missão. O novo abade então retornou para junto do grupo, com novas instruções e, provavelmente, com ordens para buscar a sua consagração como bispo se as condições em Kent permitissem:p. 76-77.
Em 597, a missão finalmente chegou a Kent:p. 105–106 e rapidamente conseguiu algum sucesso inicial:p. 116-117. Etelberto permitiu que os missionários se assentassem e pregassem em sua capital, Cantuária, onde eles utilizaram a igreja de São Martinho para seus serviços litúrgicos:p. 8 e como nova sé episcopal. Nem Beda e nem Gregório mencionam a data da conversão de Etelberto:p. 11, mas é provável que ela tenha ocorrido em 597:p. 8

### Processo de conversão
No início do período medieval, conversões em grande escala requeriam a conversão do rei ou do governante primeiro e relata-se um grande número de convertidos logo primeiro ano da chegada da missão em Kent:p. 8. Em 601, Gregório já estava se correspondendo com Etelberto e Berta, chamando o rei de "filho" e se referindo ao seu batismo[nota e]. Uma tradição do final da Baixa Idade Média, relatada pelo cronista do século XV Thomas Elmham, fornece a data de conversão do rei como tendo sido no Pentecostes (2 de junho de 597) e não há razão para duvidar dela, ainda que não haja qualquer outra evidência que a suporte:p. 8-9. Uma carta de Gregório ao patriarca de Alexandria Eulógio, em junho de 598, menciona o número de convertidos até aquele momento, mas não menciona o batismo do rei como tendo ocorrido em 597, embora seja claro que em 601 ele já estava convertido:p. 28[nota f]. O batismo real provavelmente ocorreu em Cantuária, mas Beda não menciona o local:p. 56.
Por que Etelberto teria escolhido se converter ao cristianismo é algo incerto. Beda sugere que o rei o teria feito estritamente por questões religiosas, mas a maior parte dos historiadores modernos enxergam outros motivos por trás da decisão:p. 53. Certamente, dado o contato estreito com a Gália, é possível que Etelberto tenha buscado o batismo para facilitar sua relação com os reinos merovíngios ou para se alinhar com uma das facções que então se lutavam por dominância na Gália:p. 90-102. Outra consideração pode ser que os novos métodos de administração geralmente se seguiam à conversão, seja diretamente pelas mãos da recém-introduzida Igreja ou indiretamente, pela obra de outros reinos cristãos:p. 76.
Evidências a partir de Beda sugerem que, embora Etelberto tenha encorajado a conversão, ele foi incapaz de compelir seus súditos a se tornarem cristãos. O historiador R. A. Markus argumenta que isto se deu por causa de uma forte presença pagã no reino, que teria forçado o rei a se valer de meios indiretos, incluindo o apadrinhamento real e privilégios, para assegurar conversões:p. 182. Para Markus, este fato é demonstrado pela forma como Beda descreve os esforços de conversão feitos pelo rei, que, quando um súdito se convertia, todos deveriam "se felicitar por sua conversão" e "ter os crentes em maior estima":p. 183.

### Instruções e missionários de Roma

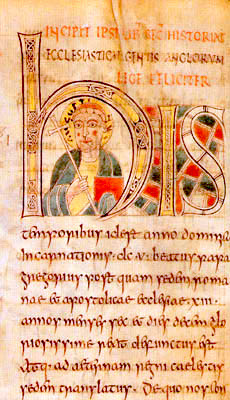
Retrato marcado como sendo AUGUSTINUS do chamado "Beda de São Petersburgo", um manuscrito do século VIII com a obra mais famosa de Beda. É possível que ela também se referir a Gregório

Após estas conversões, Agostinho enviou Lourenço (Laurent) de volta para Roma com um reporte de seu sucesso e com alguns questionamentos sobre a missão:p. 106. Beda preservou a carta e as respostas de Gregório no capítulo 27 do livro I de sua História Eclesiástica do Povo Inglês, cujo capítulo é geralmente conhecido como Libellus responsionum. Agostinho pediu o conselho de Gregório em alguns assuntos, incluindo como organizar a igreja, a punição aos que a roubavam, esclarecimentos sobre quem poderia casar com quem e sobre a consagração de bispos. Outros tópicos foram a relação entre as igrejas da Britânia e da Gália, nascimentos e batismos, sobre quando seria lícito o povo receber a comunhão e um padre celebrar a missa[nota g]. Além da viagem de Lourenço, pouco se sabe das atividades dos missionários no período entre a chegada e 601 Gregório menciona conversões em massa e há uma menção de Agostinho realizando milagres que estariam ajudando nas conversões, mas há pouca evidência sobre estes eventos específicos:p. 91.
De acordo com Beda, outros missionários foram enviados a Roma em 601 Eles trouxeram um pálio para Agostinho, presentes na forma de vasilhas sagradas, vestes, relíquias e livros. O pálio era o símbolo de que Agostinho agora era o bispo metropolitano e significava a sua união com o Igreja de Roma. Junto com o pálio estava uma carta de Gregório, com o pedido para que o novo arcebispo ordenasse doze novos bispos sufragâneos tão logo quanto pudesse e para enviar um bispo para Iorque. O plano de Gregório era que houvesse duas sedes metropolitanas, uma em YIorque e outra em Londres, com doze sedes sufragâneas sob cada um dos arcebispos. Agostinho também foi incumbido de transferir a sua sé de Cantuária para Londres, o que nunca aconteceu:p. 9-11, talvez por que Londres não era parte do domínio de Etelberto:p. 33–36. Além disso, Londres permaneceu como um bastião do paganismo, como revelariam os eventos após a morte de Etelberto:p. 180. Naquela época, a cidade era parte do Reino de Essex, que era governado pelo sobrinho de Etelberto, Seberto de Essex (Sæbert), que se converteu em 604:p. 33–36:p. 453. O historiador S. Brechter sugeriu que a sede metropolitana teria de fato se mudado para Londres e que só teria sido abandonada após a morte de Etelberto, tornando Cantuária a sede do episcopado, o que contradiz a versão de Beda.:p. 11-14. A escolha de Londres por Gregório para ser a sede do arcebispado meridional foi provavelmente por causa de sua compreensão de como a Britânia era administrada sob os romanos, quando Londínio era a principal cidade da província:p. 180.
Juntamente com a carta para Agostinho, os missionários retornaram com uma carta para Etelberto urgindo o rei a agir como o imperador romano Constantino I, forçando seus seguidores a se converterem ao cristianismo e destruindo todos os templos pagãos. Porém, Gregório também escreveu cartas a Melito:p. 34–37, a chamada Epistola ad Mellitium de julho de 601:p. 2-3, na qual o papa propõe uma abordagem diferente em relação aos templos pagãos, sugerindo que eles deveriam ser purificados dos ídolos e convertidos ao uso cristão ao invés de destruídos:p. 34–37. O papa também comparou os anglo-saxões aos antigos israelitas, um tema recorrente nas obras de Gregório:p. 2-3 e sugeriu que eles construíssem pequenas cabanas, parecidas com as que são feitas pelos judeus ao festival do Sukkot, para serem utilizadas durante os festivais de matança dos animais de criação no outono, transformando assim os festivais pagãos anglo-saxônicos em cristãos:p. 3-6.
O historiador R. A. Markus sugere que a razão ao aparente conflito entre as recomendações é que a carta para Etelberto teria sido escrita primeiro e enviada com os missionários que estavam retornando. Ele argumenta que o papa então, após pensar mais sobre as circunstâncias da missão na Britânia, enviou então uma outra carta, a Epistolae ad Mellitum, para Melito, que estava a caminho de Cantuária, contendo novas instruções. Markus enxerga nisto um ponto de transição na história missionária, em que a conversão forçada se rendeu à persuasão:p. 34–37. Esta visão tradicional de que a Epistola representa uma contradição com a carta a Etelberto tem sido disputada por George Demacopoulos, que argumenta que a carta ao rei tinha por objetivo principal encorajá-lo em assuntos espirituais, enquanto que a Epistola foi enviada para tratar unicamente de assuntos práticos e, assim, não existiria contradição entre as duas. Flora Spiegel, uma autora sobre literatura anglo-saxã, sugere que o tema de comparar os anglo-saxões aos israelitas era parte da estratégia de conversão, que envolvia passos graduais, incluindo um explicitamente "proto-judaico" entre o paganismo e o cristianismo. Spiegel vê nisto uma extensão do ponto de vista defendido por Gregório de que o judaísmo seria um meio caminho entre o cristianismo e o paganismo. Por isso, Gregório achava que primeiro os anglo-saxões deveriam ser primeiro levados a um estágio equivalente às práticas judaicas e, somente depois disso, às práticas cristãs:p. 3-6.

### Construção de igrejas
Beda relata que após a chegada da missão em Kent e a conversão do rei, foi permitido aos missionários que restaurassem e reconstruíssem antigas igrejas romanas para uso próprio. Uma delas foi a "igreja de Cristo", em Cantuária, que se tornou a catedral de Agostinho. Evidências arqueológicas a respeito de outras igrejas romanas tendo sido reconstruídas são raras, mas a igreja de São Pancrácio (Pancras), também em Cantuária, foi construída aproveitando um edifício romano, embora seja incerto se este edifício seria uma igreja ou não durante o período romano. Outra possibilidade é Lullingstone, em Kent, onde um local sagrado datando de ca 300 foi encontrado sob uma igreja abandonada:p. 179.
Logo após a sua chegada, Agostinho fundou o mosteiro de São Pedro e São Paulo, que depois se tornaria a Abadia de Santo Agostinho, em terras doadas pelo rei:p. 61-62. Alega-se que esta fundação seria o primeiro mosteiro beneditino fora da Itália e que, ao fundá-lo, Agostinho teria introduzido a Regra de São Bento na Inglaterra, mas não há evidências de que a abadia seguia a regra na época de sua fundação:p. 55.

## Esforços no sul

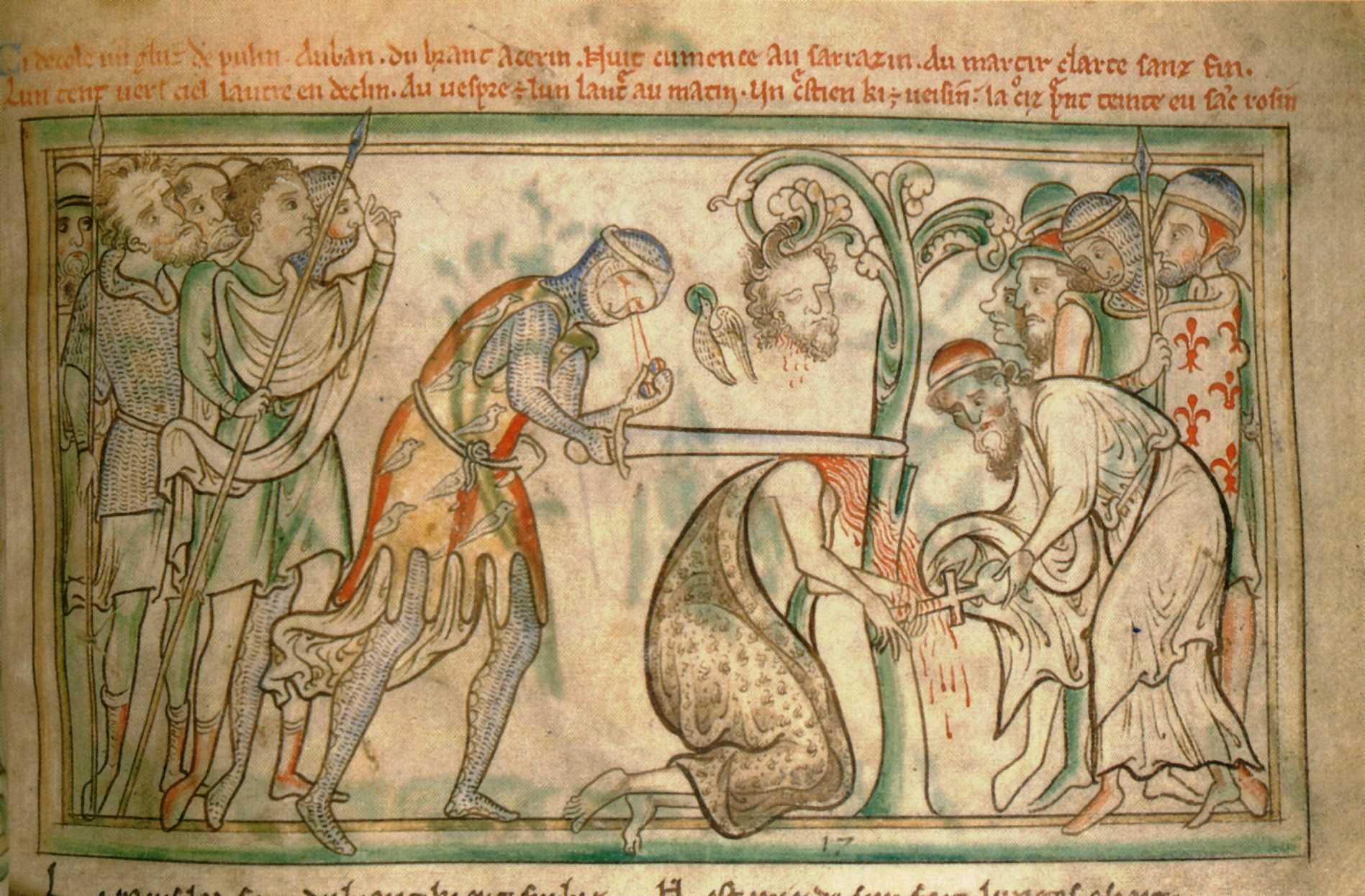
O martírio de Santo Albano, um dos santos britânicos venerados antes da chegada da Missão gregoriana. Note os olhos do executor caindo de sua face.
Detalhe de um manuscrito do século XIII atualmente no Trinity College, em Dublim

### Relações com os cristãos britânicos
Gregório ordenou que os bispos britânicos nativos deveriam ser governados por Agostinho e, consequentemente, ele organizou uma reunião com alguns representantes do clero nativo em algum momento entre 602 e 604 :p. 71–72. A reunião se realizou sob uma árvore que depois seria chamada de "Carvalho de Agostinho", que, no tempo de Beda, estava na fronteira do reino de Kent:p. 118–119, provavelmente nas redondezas da atual fronteira entre Somerset e Gloucestershire:p. 29. Agostinho aparentemente argumentou que a igreja britânica deveria abandonar qualquer de seus costumes que não estivesse em acordo com as práticas romanas, incluindo a data da Páscoa. Ele também pediu que eles apoiassem na conversão dos anglo-saxões:p. 118–119.
Após alguma discussão, os bispos locais afirmaram que eles precisariam consultar seu povo antes de concordarem com os pedidos de Agostinho e deixaram a reunião. Beda relata que um grupo de bispos nativos consultou um velho eremita, que disse que eles deveriam obedecer Agostinho se, quando eles se encontrassem novamente, ele se levantasse para cumprimentá-los. Se Agostinho não o fizesse, eles não deveriam se submeter. Quando Agostinho não se levantou para receber a segunda delegação de bispos britânicos na reunião seguinte, Beda diz que eles se recusaram a se submeter ao novo arcebispo:p. 71–72. Beda então afirma que Agostinho profetizou que, por conta da falta de esforços missionários à conversão dos anglo-saxões por parte da igreja britânica, ela sofreria pelas mãos deles. Esta profecia foi considerada como realizada quando, em 604, Etelfrido da Nortúmbria (Æthelfrith) supostamente assassinou 1200 monges nativos na Batalha de Chester:p. 118–119. Beda se utiliza da história das duas reuniões de Agostinho com dois grupos de bispos britânicos como um exemplo de como o clero nativo se recusava a cooperar com a missão gregoriana:p. 71-72. Posteriormente, Adelmo, o abade de Malmesbury, escrevendo na segunda metade do século VII, alegou que os clérigos nativos se recusavam a comer com os missionários e não realizavam suas cerimônias litúrgicas na presença deles:p. 118–119. Lourenço (Laurent), o sucessor de Agostinho, escrevendo aos bispos irlandeses durante o seu arcebispado em Cantuária, também afirmou que um bispo irlandês, Dagão (Dagan), não se alimentava com os missionários:p. 112.
Uma razão provável à falta de cooperação do clero britânico com os missionários de Gregório era o conflito em andamento entre os nativos e os anglo-saxões, que ainda estavam tomando as terras nativas britânicas na época da missão. Os britânicos não queriam pregar aos invasores em seu próprio país, enquanto que os invasores viam os nativos como cidadãos de segunda-classe e não estariam propensos a ouvir deles nenhuma tentativa de conversão. Havia também uma dimensão política, pois os missionários eram vistos como agentes dos invasores:p. 118–119, pois Agostinho era protegido por Etelberto, o que poderia significar que ao se submeterem a ele, estariam também se submetendo à autoridade do rei, algo que os bispos britânicos relutariam em fazer:p. 110.

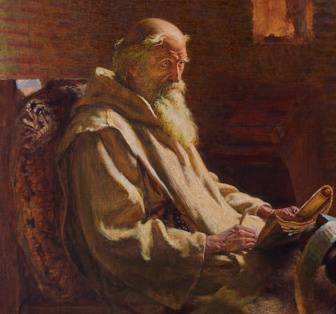
Venerável Beda, o autor da História Eclesiástica do Povo Inglês, a principal fonte de informações sobre a Missão gregoriana.
Por James Doyle Penrose.

A maior parte da informação sobre a missão gregoriana vem da narrativa de Beda e esta dependência de uma única fonte necessariamente transparece uma imagem enviesada dos esforços missionários dos nativos. Primeiro, a informação de Beda é principalmente sobre o norte e leste da Britânia. As áreas ocidentais, onde o clero nativo era mais forte, era uma área parcamente coberta pelos informantes de Beda. Além disso, ainda que Beda apresente a igreja nativa como uma entidade unida, na realidade os britânicos nativos estavam divididos em diversas pequenas unidades políticas, o que torna suspeita a esta generalização:p. 118–119. O historiador Ian Wood argumenta que a existência do Libellus aponta para um contato maior entre Agostinho e os cristãos nativos, pois os tópicos cobertos na obra não se restringem à conversão dos pagãos, mas lidam também com a relação entre os diferentes estilos de cristianismo. Além do texto do Libellus contido na obra de Beda outras versões da carta circularam, algumas das quais incluíam uma questão que foi omitida na versão de Beda. Wood argumenta que esta questão, que lidava com o culto de um santo cristão nativo, só é compreensível se este culto de alguma forma impactava a missão de Agostinho, o que implicaria que ele tinha maiores relações com os cristãos locais do que nos faz ver Beda:p. 170.

### Episcopados saxônicos e os assuntos da igreja

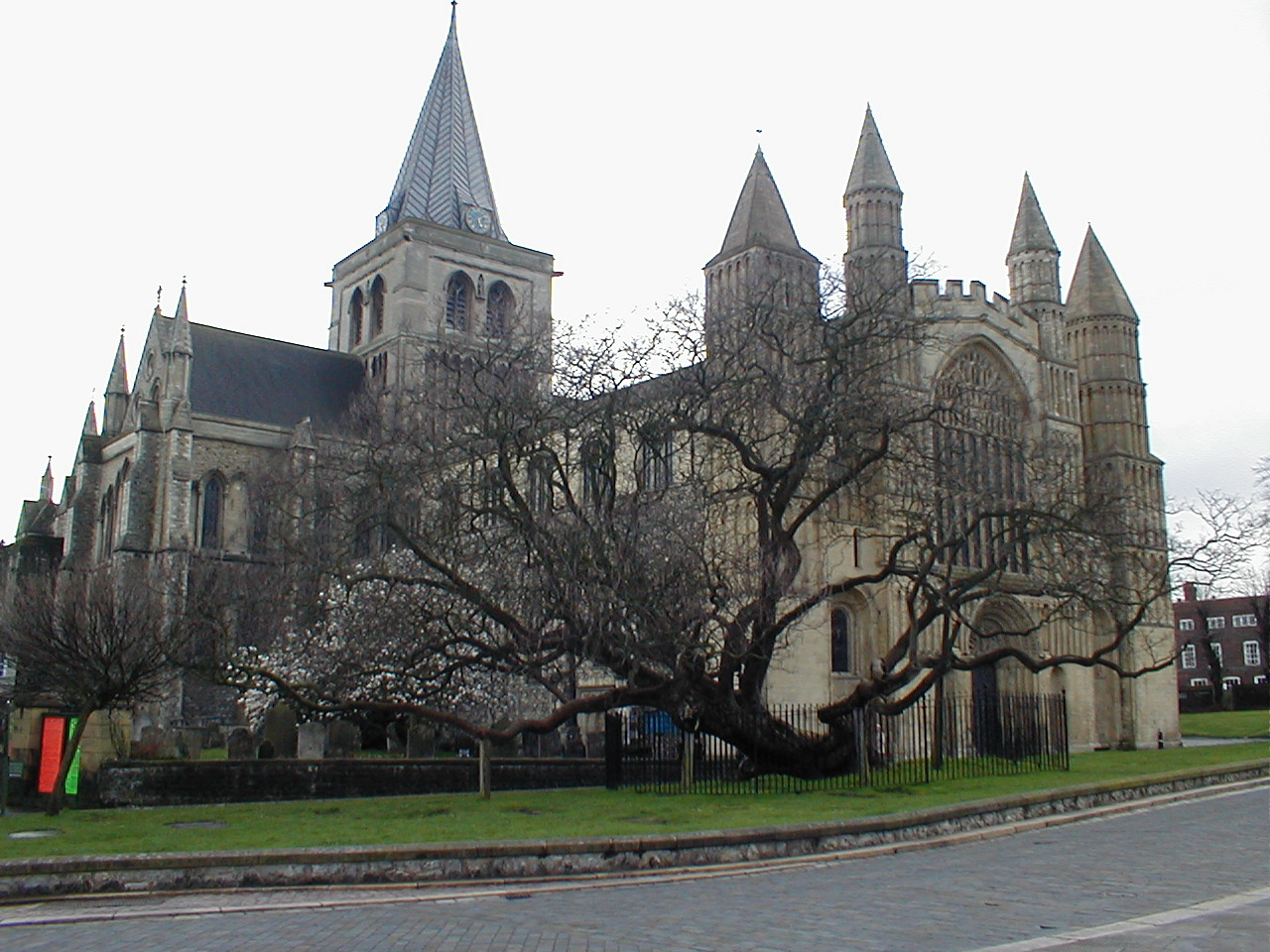
Catedral de Rochester

Em 604, outro bispado foi fundado, desta vez em Rochester, onde Justo (Justus) foi consagrado como bispo. O rei de Essex foi convertido neste mesmo ano, permitindo que outra sé fosse estabelecida em Londres, com Melito como bispo:p. 117. O rei Redevaldo (Rædwald), do Reino da Ânglia Oriental, também foi convertido, mas nenhuma sé episcopal foi fundada em seu território:p. 118-119. Redevaldo foi convertido durante uma visita a Etelberto em Kent, mas, quando ele retornou para sua própria corte, ele voltou a adorar os deuses pagãos juntamente com o deus cristão:p. 65. Beda relata que o relapso de Redevaldo foi por causa de sua esposa, que não se convertera, mas o historiador S. D. Church vê nisto implicações políticas de senhorio por trás deste aparente vacilo sobre a conversão:p. 176-178. Quando Agostinho morreu, em 604, Lourenço (Laurent), outro missionário, o sucedeu como arcebispo:p. 75.
O historiador N. J. Higham sugere que um sínodo - uma conferência eclesiástica - para discutir os assuntos da igreja e suas regras foi realizado em Londres durante os primeiros anos da missão, possivelmente logo após 603 Bonifácio, um anglo-saxão nativo que se tornara um missionário aos saxões do continente, menciona um sínodo assim como tendo sido realizado em Londres. Ele diz que no encontro se legislou sobre o casamento, assunto que ele discutiu com Gregório III em 742 Higham argumenta que o fato de Agostinho ter pedido esclarecimentos sobre o assunto do casamento a Gregório, o Grande, é provável que ele possa ter realizado um sínodo para deliberar sobre o assunto:p. 112-113. Nicholas Brooks, outro historiador, não tem tanta certeza de que este sínodo tenha ocorrido, mas não descarta a possibilidade. Ele sugere que Bonifácio possa ter se influenciado pela leitura da obra de Beda:p. 13-14.
A ascensão de Etelfrido da Nortúmbria no norte da Britânia limitou a capacidade de Etelberto de expandir seu reino, limitando também a expansão do cristianismo. Etelfrido tomou o reino de Deira por volta de 604, anexando-o ao seu próprio reino da Bernícia:p. 114. Porém, os reis francos da Gália estavam cada vez mais envolvidos em disputas internas de poder, deixando Etelberto livre para continuar a promover o cristianismo livremente em suas próprias terras. A Igreja de Kent enviou Justo, o então bispo de Rochester, e Pedro, o abade da Abadia de São Pedro e São Paulo em Cantuária, ao Concílio de Paris em 614, provavelmente com o apoio do rei, que também promulgou, por influência dos missionários, um novo código legal:p. 115-117.

### Reação pagã
Uma reação pagã se iniciou logo após a morte de Etelberto em 616, com Melito sendo expulso de Londres para nunca mais retornar:p. 118-119 e Justo, de Rochester, embora ele eventualmente tenha conseguido retornar após passar algum tempo com Melito na Gália. Beda relata a história de que Lourenço estava se preparando para se juntar a Melito e Justo na Frância quando ele teve um sonho no qual São Pedro apareceu e açoitou Lourenço como resposta ao seu plano de fugir. Quando o bispo despertou, as marcas do chicote apareceram misteriosamente em seu corpo. Ele as mostrou ao rei de Kent, que imediatamente se converteu e chamou de volta os bispos exilados:p. 75-76.
O historiador N. J. Higham defende que fatores políticos foram a verdadeira causa da expulsão de Melito, pois foram os filhos de Seberto que o baniram. Beda afirma que os filhos jamais se converteram e, após a morte de Etelberto, eles tentaram forçar Melito a lhes dar a hóstia mesmo não sendo cristãos, vendo-a como algo mágico. Embora Beda não dê detalhes de nenhum fator político, é provável que ao expulsar Melito, os filhos de Seberto estavam demonstrando sua independência de Kent e repudiando o senhorio que Etelberto vinha exercendo sobre os saxões orientais. Não há evidências de que os cristãos entre eles tenham sido maltratados ou oprimidos após a saída de Melito:p. 134-136.
Etelberto foi sucedido em Kent por seu filho Eadbaldo. Beda afima que após a morte do pai, Eadbaldo recusou-se a ser batizado e casou-se com sua madrasta, um ato proibido pelos ensinamentos da Igreja de Roma. Embora o relato de Beda coloque as marcas do milagroso açoite de Lourenço como sendo a causa do batismo de Eadbaldo, ele ignora completamente os problemas políticos e diplomáticos que o novo rei enfrentava. Há também problemas cronológicos com a narrativa de Beda, pois cartas papais ainda existentes contradizem o relato do venerável monge:p. 30-33. Historiadores discordam sobre a data exata da conversão de Eadbaldo. D. P. Kirby argumenta que as cartas papais implicam que Eadbaldo teria se convertido durante o período em que Justo era o arcebispo de Cantuária, o que foi depois da morte de Lourenço, e muito depois da morte de Etelberto:p. 33-34 Henry Mayr-Harting aceita a cronologia de Beda como correta e defende que Eadbaldo foi batizado logo após a morte do pai:p. 75-76. Higham concorda com Kirby que Eadbaldo não se converteu imediatamente, afirmando que o rei apoiava o cristianismo, mas não se converteu por pelo menos oito anos após a morte de Etelberto:p. 137-138.

## Expansão do cristianismo pela Nortúmbria

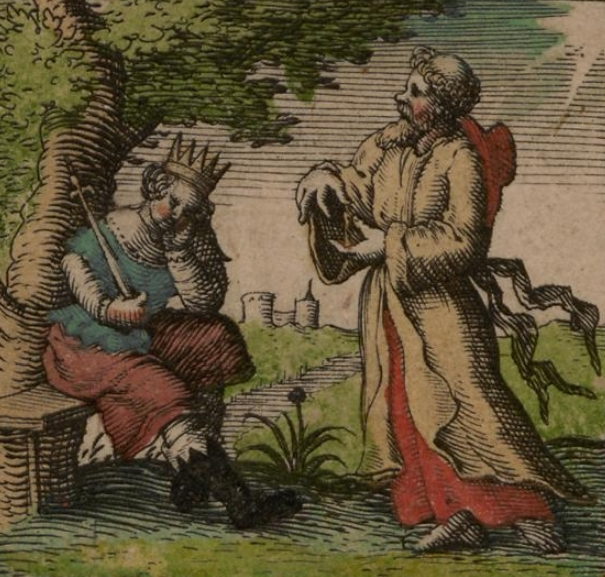
Eduíno da Nortúmbria.
Do mapa da heptarquia saxônica de John Speed, retirado de seu Theatre.

A expansão do cristianismo no norte da Britânia ganhou força quando Eduíno da Nortúmbria se casou com Etelburga, a filha de Etelberto, e concordou que ela continuasse a ser uma cristã. Ele também concordou em permitir que Paulino de Iorque a acompanhasse como um bispo e que ele pregasse na corte. Já em 627, Paulino tinha conseguido converter Eduíno e, na Páscoa de 627, ele foi batizado. Muitos outros também foram após a conversão de seu rei:p. 118-119. A data exata em que Paulino foi ao norte é incerta:p. 66-68, com alguns historiadores argumentando pelo ano de 625:p. 118-119, a data tradicional, enquanto que outros acreditam que seria algo mais próximo de 619:p. 66-68. Higham argumenta que a aliança de casamento era parte de um plano de Eadbaldo, irmão da noiva, de capitalizar com a morte de Redevaldo, por volta de 624, numa tentativa de reconquistar o senhorio que seu pai já tinha usufruído no passado. De acordo com Higham, a morte de Redevaldo também removeu um dos fatores políticos que impediam Eadbaldo de se converter, e o historiador data o batismo dele na mesma época em que seu irmão estaria indo à Nortúmbria. Embora a narrativa de Beda dê toda a iniciativa para Eduíno, é possível que Eadbaldo também tenha sido uma parte ativa na forja desta aliança:p. 141-142. A posição de Eduíno no norte também foi favorecida pela morte de Redevaldo e Eduíno parece ter tido alguma autoridade sobre outros reinos até a sua morte:p. 78.
Paulino estava ativo não apenas em Deira, que era a base de Eduíno, mas também em Bernícia e em Lindsey. O rei planejava montar um arcebispado em Iorque, seguindo o plano de Gregório, o Grande, para duas arquidioceses na Britânia. Tanto Eduíno quanto Eadbaldo enviaram emissários a Roma para pedir o pálio para Paulino, o que foi feito em julho de 634 Muitos dos anglos orientais, cujo rei, Eorvaldo (Eorpwald), parece ter se convertido ao cristianismo, foram também convertidos pelos missionários:p. 65-66, Seguindo-se à morte de Eduíno em batalha, em 633:p. 118-119 ou 634:p. 65-66, Paulino retornou para Kent com a viúva e filha de Eduíno. Apenas um membro do grupo de Paulino ficou para trás, Tiago, o Diácono (James):p. 118–119. Após a partida de Justo da Nortúmbria, um novo rei, Osvaldo (Oswald), convidou missionários do mosteiro irlandês de Iona, que então passaram a trabalhar pela conversão de todo o reino:p. 9.
Por volta da época em que Eduíno morreu, em 633, um membro da família real da Ânglia Oriental, Sigeberto (Sigeberht), retornou à Britânia após sua conversão na Frância. Ele pediu que Honório, um dos missionários gregorianos que agora era o arcebispo de Cantuária, que lhe enviasse um bispo. Honório enviou Félix da Borgonha, que já era um bispo consagrado, que conseguiu finalmente converter os anglos orientais:p. 120.

## Outras questões
Os missionários gregorianos focaram seus esforços em áreas onde a colonização romana tinha também se concentrado. É possível que Gregório, quando enviou os missionários, estaria tentando restaurar alguma forma de civilização romana na região, modelando a organização da igreja com base na igreja da Frância da época. Outro aspecto da missão foi o quão pouco dela se baseou no monasticismo. Um mosteiro foi fundado em Cantuária, que depois se tornou a Abadia de Santo Agostinho, mas ainda que Agostinho e alguns de seus companheiros missionários tenham sido monges, eles não parecem ter vivido como tais em Cantuária. Ao invés disso, eles se portavam mais como parte do clero secular, servindo uma igreja catedral, e é provável que as sés episcopais fundadas em Rochester e em Londres tenham se organizado da mesma forma:p. 132–133. As igrejas da Gália e da Itália eram organizadas em torno de cidades e dos territórios controlados por elas. Os serviços pastorais eram centralizados e as igrejas eram construídas nas vilas maiores sob o domínio das cidades. A sede do bispado era na cidade e todas as igrejas pertenciam à diocese, sendo servidas pelo clero do bispo:p. 34-395.
A maior parte dos historiadores modernos relata como os missionários gregorianos são tratados na obra de Beda como "insípidos" e "desinteressantes" quando comparados com os missionários irlandeses na Nortúmbria e este viés está relacionado com a forma como Beda coletava suas informações. O historiador Henry Mayr-Harting argumenta que, além disso, a maior parte dos missionários gregorianos estava mais preocupada com a virtude romana da gravitas, ou dignidade pessoal sem mostras de emoção, e isto tenderia a limitar a disponibilidade de histórias interessantes sobre eles:p. 69-71.
Uma das razões ao sucesso da missão foi que ela funcionou pelo exemplo. Também importante foi a flexibilidade e a disposição de Gregório em permitir que os missionários ajustassem a liturgia e o comportamento aos costumes locais:p. 169. Outra razão foi a disposição de Etelberto em ser batizado por um não-franco. O rei certamente seria mais cauteloso em ser convertido pelo bispo franco Leotardo (Liudhard), pois isto poderia abrir a possibilidade de alegações de senhorio de Kent por parte dos reis francos. Mas ser convertido por um agente de um distante pontífice romano não era apenas mais seguro, mas também acrescentava certo prestígio ao batismo, realizado pela fonte central da igreja latina. Como a Igreja de Roma era considerada como parte do Império Romano em Constantinopla, isto também daria a Etelberto o reconhecimento por parte do imperador bizantino:p. 344–345. Outros historiadores atribuíram o sucesso da missão aos substanciais recursos que Gregório investiu nela: ele enviou mais de quarenta missionários no primeiro grupo, com outros se juntando a eles depois, um número bastante alto à época:p. 28–30.

## Legado

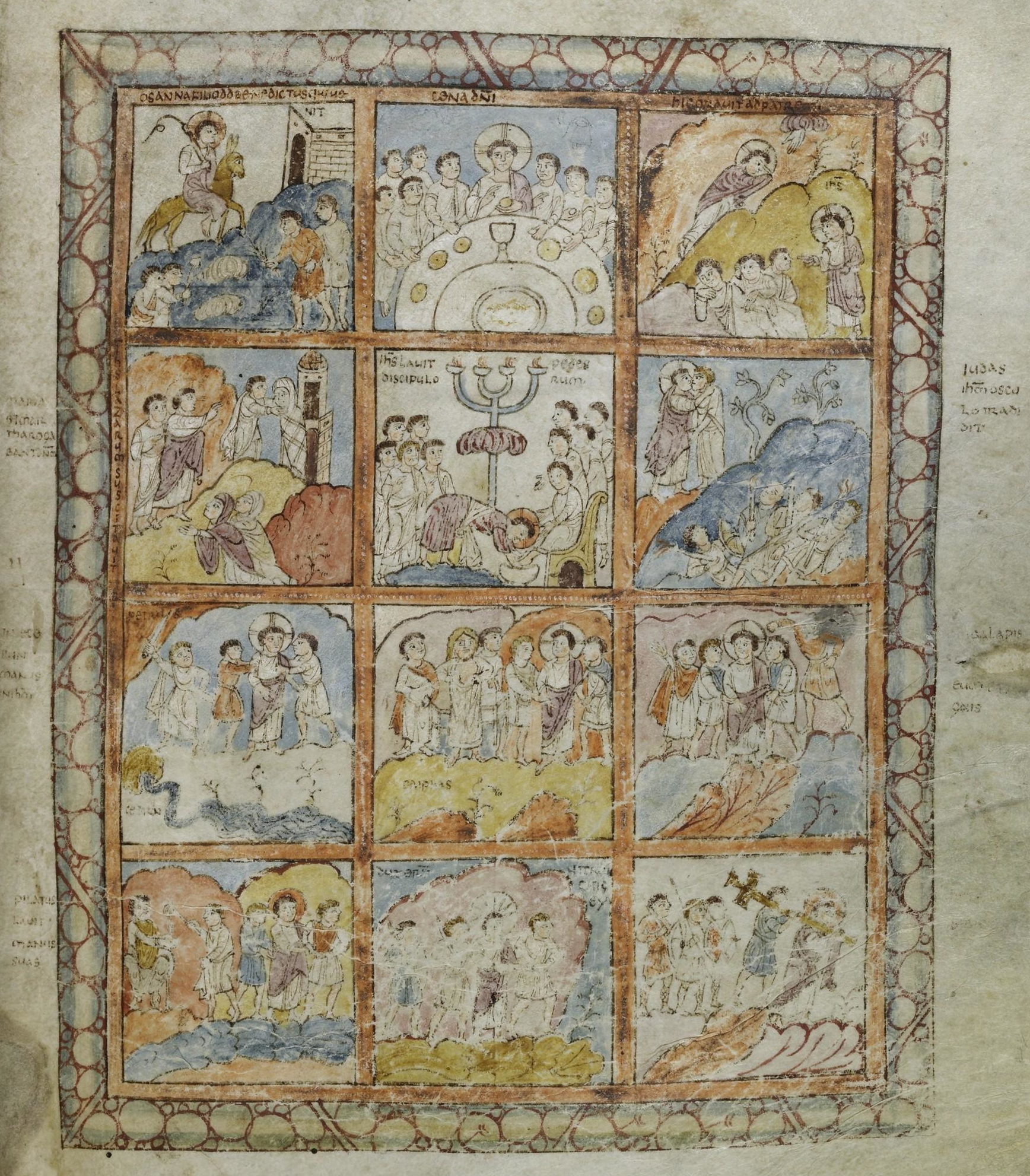
Folio dos Evangelhos de Agostinho, mostrando cenas da paixão de Cristo.
Em Cambridge, Corpus Christi College, MS 286.

O último dos missionários de Gregório, o arcebispo Honório, morreu em 30 de setembro de 653 e foi sucedido por Adeodato (Deusdedit), um inglês nativo:66-67.

### Práticas pagãs
Os missionários foram forçados a seguir lentamente e foram incapazes de fazer alguma coisa para eliminar as práticas pagãs, ou destruir os templos e outros lugares sagrados, ao contrário do que havia acontecido nos esforços missionários ocorridos na Gália sob São Martinho:p. 345–346. Houve poucas lutas e quase nenhum derramamento de sangue durante a missão:p. 67. O paganismo anglo-saxão ainda foi praticado em Kent até pelo menos 630 e não foi declarado ilegal até 640:p. 68. Embora Honório tenha enviado Félix aos anglos orientais, parece que a maior parte do ímpeto pela conversão veio do próprio rei da Ânglia Oriental:64-66.
Com os missionários de Gregório, uma terceira corrente de prática cristã foi acrescentada nas ilhas britânicas, se juntando às práticas galesas e as hiberno-britânicas já presentes. Embora seja geralmente proposto que os missionários gregorianos tenham introduzido a Regra de São Bento na Inglaterra, não há evidências que apoiem a tese:p. 54-55. Os primeiros arcebispos de Cantuária alegaram supremacia sobre todos os bispos das ilhas, mas o pleito não foi reconhecido pela maioria dos demais bispos. Os missionários gregorianos não parecem ter tido parte alguma na conversão dos saxões ocidentais (Wessex), que foram convertidos por um missionário enviado diretamente pelo papa Honório I. E também não tiveram uma influência duradoura na Nortúmbria, de onde, após a morte de Eduíno, eles partiram, deixando a cargo dos missionários irlandeses de Iona a tarefa de conversão do reino:64-66.

### Aspectos papais
Um importante resultado da missão gregoriana foi a relação próxima que ela fomentou entre a Igreja anglo-saxã e a Igreja de Roma:p. 185. Embora a intenção de Gregório tenha sido uma sé episcopal ao sul localizada em Londres, isto jamais ocorreu. Uma tradição posterior, datando de 797, quando uma tentativa foi feita para mover o arcebispado de Cantuária para Londres pelo rei Cenulfo da Mércia (Coenwulf), afirma que, quando da morte de Agostinho, os "sábios" entre os anglo-saxões se reuniram e decidiram que eles deveriam permanecer em Cantuária, pois era ali que Agostinho havia pregado:p. 14. A ideia de que um arcebispo precisaria de um pálio para poder exercer sua autoridade episcopal deriva da missão gregoriana, que estabeleceu o costume em Cantuária, de onde ele se espalhou ao continente pelas mãos de missionários posteriores, como São Bonifácio e Vilibrordo:p. 66–67. A relação estreita entre a Igreja anglo-saxã e a de Roma foram depois reforçadas no século VII quando Teodoro de Tarso foi apontado como arcebispo de Cantuária pelo papado:p. 7.
A missão era parte de um movimento de Gregório de distanciamento do oriente e aproximação com a parte ocidental do antigo Império Romano. Após Gregório, diversos de seus sucessores continuaram na mesma linha e mantiveram o apoio papal à conversão dos anglo-saxões:p. 33–34. O esforços missionário de Agostinho e seus companheiros, juntamente com o dos missionários hiberno-escoceses, foi o modelo à posterior missão anglo-saxã na Alemanha:p. 57. O historiador R. A. Markus sugeriu que a missão gregoriana foi o ponto de transição na estratégia missionária papal, marcando o início de uma política de persuasão ao invés de coerção:p. 34–37.

### Cultos aos santos
Outro efeito da missão foi a promoção do culto do Papa Gregório, o Grande, pelos nortúmbrios, entre outros. A primeira Vita de Gregório é oriunda da Abadia de Whitby, na região[nota h]. Gregório não era popular em Roma e não foi até a "História" de Beda passar a circular por ali para que o culto também se enraizasse lá:p. 33–34. O papa, na obra de Beda, é a força-motriz por trás da missão e Agostinho e seus companheiros são mostrados como dependentes dele para direcionamento e apoio em suas empreitadas:p. 13–16. Beda também dá um papel preponderante na conversão da Nortúmbria aos missionários gregorianos, especialmente em sua Chronica Maiora, na qual nenhuma menção é feita aos missionários irlandeses:p. 80. Ao colocar Gregório no centro da missão, mesmo que ele não tenha tomado parte nela, Beda ajudou a espalhar o culto a Gregório, que se tornaria não apenas um dos grandes santos da Inglaterra anglo-saxã, mas continuaria a obscurecer Agostinho mesmo depois de morto: um concílio da Igreja anglo-saxã em 747 ordenou que Agostinho deveria sempre ser mencionado depois de Gregório durante a liturgia:p. 15.
Diversos missionários foram considerados santos, incluindo Agostinho, em torno de quem um importante culto se desenvolveu:p. 73. Eventualmente, a abadia que ele fundou em Cantuária seria rededicada em sua homenagem. Honório:p. 268, Tiago, o Diácono, Justo:p. 348, Lourenço:p. 357, Melito:p. 420, Paulino:p. 475 e Pedro também foram considerados santos:p. 482, juntamente com Etelberto, que Beda afirmou continuar a proteger seu povo mesmo após a sua morte:p. 56.

### Arte, arquitetura e música

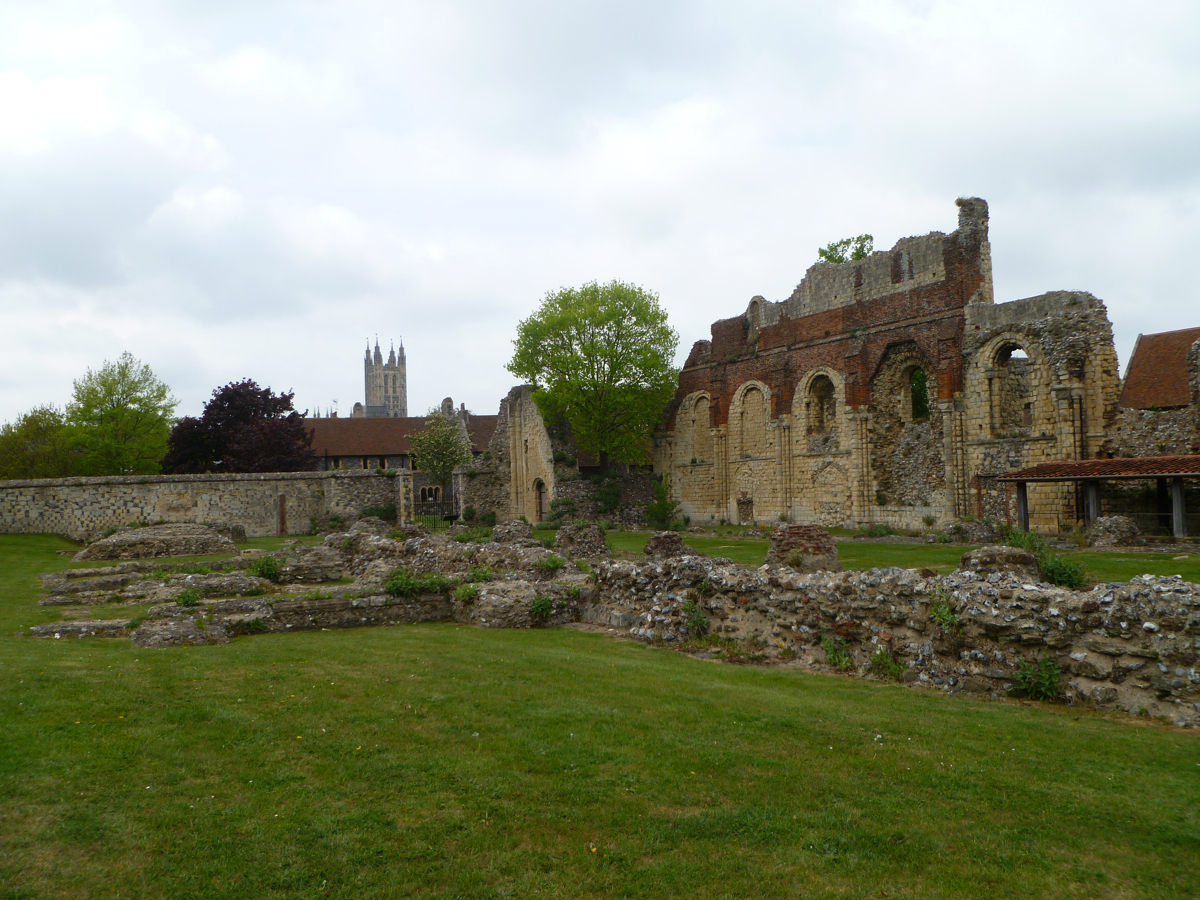
Ruínas da Catedral em Cantuária

Uns poucos objetos em Cantuária tem sido tradicionalmente ligados à missão, incluindo os Evangelhos de Santo Agostinho, do século VI, produzidos na Itália e agora preservados em Cambridge como Corpus Christi College MS 286:p. 95–96. Há um registro de uma "Bíblia de São Gregório", iluminada e importada de fora da Inglaterra, hoje perdida, em Cantuária no século VII:p. 94. Thomas de Elmham, no final do século XV, descreveu uma série de outros livros preservados na época pela Abadia de Santo Agostinho, que acreditava-se serem presentes de Agostinho. Em particular, Thomas descreveu um saltério como sendo associado com o santo, que o antiquário John Leland teria visto durante a Dissolução dos Mosteiros na década de 1530, mas que desde então desapareceu:p. 1 [nota i].
Agostinho construiu uma igreja quando fundou a Abadia de São Pedro e São Paulo em Cantuária. Esta igreja foi destruída após a conquista normanda para dar espaço para uma nova igreja à abadia:p. 123. A missão também estabeleceu a catedral de Agostinho em Cantuária, que se tornou o priorado da Igreja de Cristo:p. 23. Esta igreja também não sobreviveu e é incerto se igreja que foi destruída em 1067 e foi descrita pelo escritor medieval Eadmer como sendo a igreja de Agostinho foi mesmo construída por ele. Outro cronista medieval, João de Worcester, alegou que o priorado foi destruído em 1011, e o próprio Eadmer conta histórias contraditórias sobre os eventos deste ano, alegando num lugar que a igreja foi destruída por um incêndio e, em outro, que ela foi saqueada.:p. 49-50. Uma catedral também foi fundada em Rochester e, embora o edifício tenha sido destruído em 676, o bispado continuou a existir:p. 164. Outras igrejas foram construídas pelos missionários em Londres, Iorque e, possivelmente, Lincoln:p. 66, embora nenhuma delas tenha sobrevivido:p. 232.
Os missionários introduziram uma forma musical de cântico na Britânia, similar ao utilizado em Roma durante a missa:p. 169. Durante os séculos VII e VIII, Cantuária era renomada pela excelência do cântico de seu clero e enviou mestres cantores para instruir outros, incluindo dois para Vilfrido, que se tornou bispo de Iorque. Putta, o primeiro bispo de Rochester, tinha uma reputação por sua habilidade no canto, que acreditava-se que ele tinha aprendido dos missionários:p. 92. Um deles, Tiago, o Diácono, ensinou canto na Nortúmbria depois que Paulino retornou para Kent e Beda relatou que ele tinha um grande talento ao canto:p. 42.

### Códigos legais e documentos
A historiadora Ann Williams argumentou que a familiaridade dos missionários com a lei romana, então recém-codificada pelo imperador Justiniano I no Corpus Iuris Civilis promulgado em 534, foi uma influência para que os reis ingleses codificassem seus próprios códigos legais:p. 58.
:p. 58. Beda especificamente chama o código de Etelberto de um "código legal feito do jeito romano":p. 58. Outra influência, também introduzida pelos missionários, nos primeiros códigos legais ingleses foram os antigos códigos legais do Antigo Testamento. Williams vê a edição de códigos legais não apenas como leis, mas também como afirmações da autoridade real, mostrando que os reis não seriam apenas líderes militares, mas também provedores da lei e capazes de assegurar a paz e a justiça em seus reinos:p. 58. Também foi sugerido que os missionários contribuíram ao desenvolvimento dos foros (charter) na Inglaterra, pois os mais antigos foros mostram não apenas influências celtas e francas, mas também toques romanos. William argumenta ainda que é possível que Agostinho é que tenha introduzido o conceito em Kent:p. 61.